# Greenport West (New York)
Pour les articles homonymes, voir Greenport.

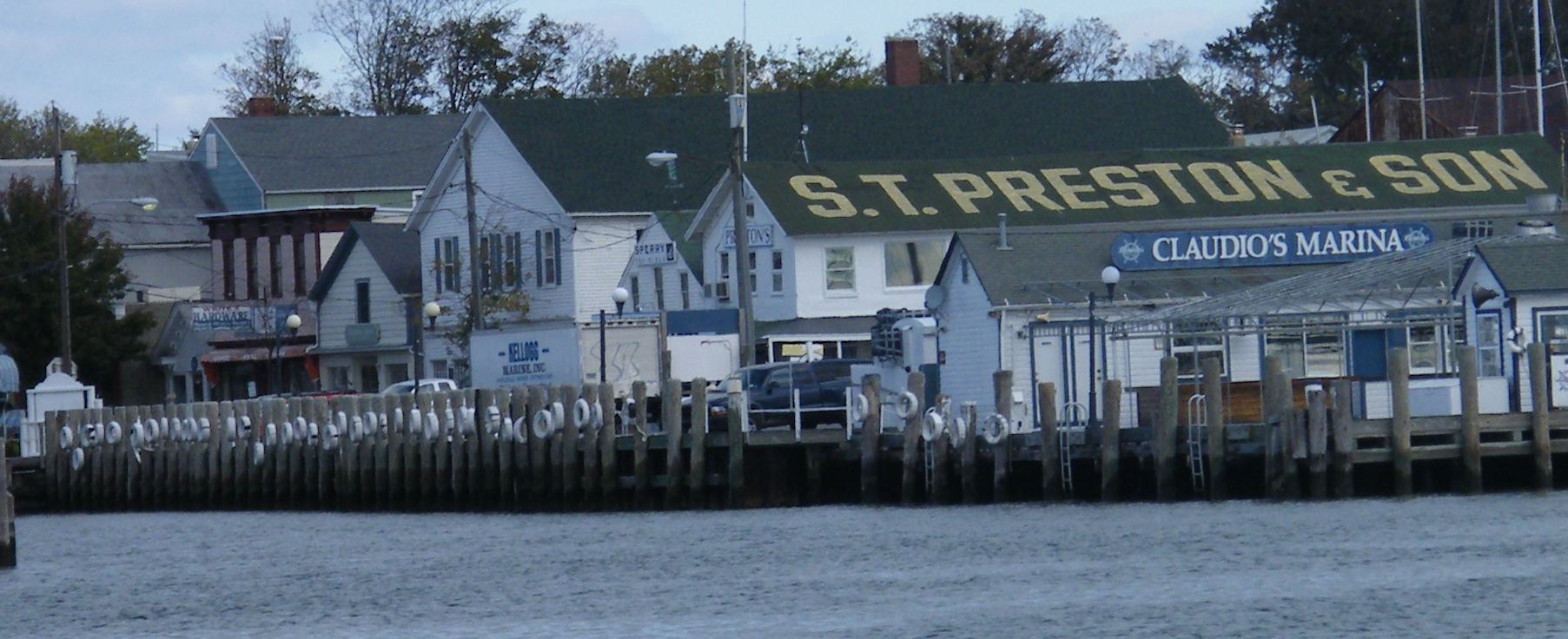
Greenport

Greenport West est une census-designated place de l'État de New York, située à l'extrémité nord-est de Long Island.